# Jelgava
Jelgava é uma cidade independente da Letónia localizada na região de Zemgale, na Letónia central. Fica a aproximadamente 41 quilômetros a sudoeste de Riga, com 66.087 habitantes (2006). É a maior cidade em Semigália. Jelgava é lembrada frequentemente como Mitau, a capital anterior do Ducado da Curlândia, e foi a capital da Curlândia até 1919. A cidade é citada ocasionalmente como Yelgava, a partir de uma transliteração incorreta do russo. 
Jelgava situa-se em uma fértil planície que se ergue a somente cerca de 4 metros acima do nível do mar, na margem direita do rio Lielupe. Nas marés altas a planície e às vezes a cidade podem ser inundadas. Jelgava é cercada por um canal conhecido como a canaleta de Jacob (iniciado por Jacob Kettler), que ocupa as posições de fortificações antigas. É um centro ferroviário e um mercado importante para cereal e madeira. É também sede de uma base aérea. 
Jelgava tem as ruas regulares, largas, ladeadas de mansões da nobreza alemã que residia na capital da Curlândia. O antigo castelo (1266) dos duques da Curlândia, situado na margem do rio, foi destruído por Ernesto João de Biron, o Duque Biren, que ergueu no local um espaçoso palácio entre (1738 - 1772) desenhado por Bartolomeo Rastrelli, perto na ponte do Lielupe. O palácio contém os sarcófagos de todos os duques da Curlândia. Funciona agora como sede da LLU, Latvijas lauksaimniecības universitāte, a Universidade Agrícola da Letónia. Outros pontos de interesse incluem a igreja barroca de St. Anne, a torre da igreja destruída da Trindade, e duas belas estruturas neoclássicas, a Villa Medema e a Academia Petrina.

## Etimologia
Acredita-se que o nome Jelgava derive do letónio jelgab, significando "lugar baixo". A origem da Mitau alemã é incerta, embora se sugira que provenha de mìt ou mainìt, significando "mudar". Uma explanação alternativa é que Mitau deriva de Mitte in der Aue, "o meio do Aa".

## História
Jelgava começou a desenvolver-se entre os rios Lielupe e Driksa durante o século X. Liderada por Konrad von Mander, a Ordem da Letónia construiu o castelo Mitau no topo de uma fortificação insular (Pilssala) em 1265-1266. Usando Mitau como fortaleza sul, os cavaleiros alemães subjugaram os arredores em torno de 1290. A cidade ganhou importância por ser um baluarte contra os ataques dos Lituânios pelo sul, que não obstante a pilharam em 1345.
Em conseqüência da queda da Ordem na guerra da Letónia, Mitau transformou-se numa cidade do Ducado da Curlândia em 1561. Jelgava recebeu o título de cidade em 1573, e transformou-se na capital dos ducados unidos da Curlândia e Semigália em 1578. Quando o Ducado da Curlândia se dividiu, em 1596, Jelgava transformou-se a residência de Frederico Kettler, duque de Semigália. A cidade transformou-se outra vez na capital dos ducados unidos em 1617. Porque o ducado era vassalo da República das Duas Nações, Jelgava também se tornou conhecida sob o nome polaco de Mitawa. As guerras da comunidade contra a Suécia levaram a repetidos cercos de Jelgava. Apesar das guerras, a cidade cresceu como um centro de comércio e indústria. À medida que os arredores da Curlândia cresciam em força, o ducado e Jelgava passaram à esfera de influência russa. Entre 1711 e 1730 foi duquesa Ana Ivanovna, mais tarde conhecida como a imperatriz Ana da Rússia. 
O penúltimo duque da Curlândia, Ernesto João de Biron, ou Duque Biren, fomentou a cultura em Jelgava. Construiu o palácio ducal e abriu a primeira biblioteca pública na cidade. Em 1775 fundou a Academia Petrina, que se transformou em um centro espiritual do país. O duque incentivou também o teatro em sua corte. 
Seguindo a esteira da Revolução Francesa de 1789, os cidadãos de Jelgava reivindicaram mais direitos. Entretanto, a Rússia imperial anexou a cidade e a Curlândia em 1795, durante a Partilha da Polônia. O palácio de Jelgava foi a residência do Conde de Provença, o futuro Luís XVIII de França, em 1798-1801 e 1804-1807, antes de sua elevação ao trono. Embora a cidade fosse ocupada por tropas da Prússia durante as guerras Napoleónicas, em boa parte foi poupada da destruição.
Jelgava foi se expandido mais e mais após a construção de sua estrada de ferro em 1868. O desenvolvimento de sua infraestrutura incentivou a migração de populações rurais para a cidade, assumindo residência como comerciantes, artesãos, professores e oficiais. Em torno de 1914 Jelgava já possuía 45.000 habitantes. Entretanto, Jelgava sofreu consideravelmente após o início da I Guerra Mundial, sendo ocupada por forças alemãs durante a guerra, e depois dela testemunhou combates entre milícias soviéticas e alemãs, e guerrilheiros que lutavam pela independência da Letónia. Com a vitória destes, Jelgava transformou-se numa cidade importante da Letónia independente. 
Em conseqüência do Pacto Nazi-Soviético, Jelgava foi anexada, junto com o resto da Letónia, pela União Soviética durante II Guerra Mundial, em 1940. Boa parte da população alemã remanescente na cidade foi então transferida para oeste pelos governos Nazista e Soviético. Forças alemãs ocuparam Jelgava entre 1941 e 1944, até a captura da cidade pelo Exército Vermelho. O centro histórico da cidade, as indústrias, a rede ferroviária e os edifícios públicos foram pesadamente danificados pela luta, com quase 90% da cidade destruída. 
A reconstrução de Jelgava começou durante os anos sob domínio russo. Jelgava é agora uma cidade da Letônia independente e um local turístico popular.  